# Lijst van nummer 1-hits in Denemarken in 1997
De Deense hits die in 1997 op nummer 1 in de hitlijsten stonden werden bijgehouden door de International Federation of the Phonographic Industry en Nielsen SoundScan. De hitlijsten werden gepubliceerd door het Amerikaanse magazine Billboard in de "Hits of the World" sectie. De nummer 1-hits in Denemarken van 2000 tot en met 2007 werden bijgehouden door Hitlisten, dat op zijn beurt weer werd vervangen door de Tracklisten Top 40.
| Datum        | Artiest                       | Titel                                                            |
| ------------ | ----------------------------- | ---------------------------------------------------------------- |
| 2 januari    | Aqua                          | Roses Are Red                                                    |
| 9 januari    | Aqua                          | Roses Are Red                                                    |
| 16 januari   | Aqua                          | Roses Are Red                                                    |
| 23 januari   | Aqua                          | Roses Are Red                                                    |
| 30 januari   | No Doubt                      | Don't Speak                                                      |
| 6 februari   | No Doubt                      | Don't Speak                                                      |
| 13 februari  | Tiggy                         | Ring-A-Ling                                                      |
| 20 februari  | Tiggy                         | Ring-A-Ling                                                      |
| 27 februari  | Tiggy                         | Ring-A-Ling                                                      |
| 6 maart      | Tiggy                         | Ring-A-Ling                                                      |
| 13 maart     | Tiggy                         | Ring-A-Ling                                                      |
| 20 maart     | Tiggy                         | Ring-A-Ling                                                      |
| 27 maart     | Tiggy                         | Ring-A-Ling                                                      |
| 3 april      | En Vogue                      | Don't Let Go (Love)                                              |
| 10 april     | En Vogue                      | Don't Let Go (Love)                                              |
| 17 april     | En Vogue                      | Don't Let Go (Love)                                              |
| 22 april     | En Vogue                      | Don't Let Go (Love)                                              |
| 30 april     | Michael Jackson               | Blood on the Dance Floor                                         |
| 7 mei        | Michael Jackson               | Blood on the Dance Floor                                         |
| 14 mei       | Michael Jackson               | Blood on the Dance Floor                                         |
| 21 mei       | George Michael                | Star People '97                                                  |
| 28 mei       | Hanson                        | MMMBop                                                           |
| 4 juni       | Hanson                        | MMMBop                                                           |
| 11 juni      | Hanson                        | MMMBop                                                           |
| 19 juni      | Hanson                        | MMMBop                                                           |
| 26 juni      | Hanson                        | MMMBop                                                           |
| 3 juli       | Paradisio                     | Bailando                                                         |
| 10 juli      | Paradisio                     | Bailando                                                         |
| 17 juli      | Puff Daddy, Faith Evans & 112 | I'll Be Missing You                                              |
| 24 juli      | Puff Daddy, Faith Evans & 112 | I'll Be Missing You                                              |
| 31 juli      | Puff Daddy, Faith Evans & 112 | I'll Be Missing You                                              |
| 7 augustus   | Puff Daddy, Faith Evans & 112 | I'll Be Missing You                                              |
| 14 augustus  | Puff Daddy, Faith Evans & 112 | I'll Be Missing You                                              |
| 21 augustus  | Puff Daddy, Faith Evans & 112 | I'll Be Missing You                                              |
| 28 augustus  | Puff Daddy, Faith Evans & 112 | I'll Be Missing You                                              |
| 4 september  | Puff Daddy, Faith Evans & 112 | I'll Be Missing You                                              |
| 11 september | Puff Daddy, Faith Evans & 112 | I'll Be Missing You                                              |
| 18 september | Elton John                    | Candle in the Wind 1997/Something About the Way You Look Tonight |
| 25 september | Elton John                    | Candle in the Wind 1997/Something About the Way You Look Tonight |
| 2 oktober    | Elton John                    | Candle in the Wind 1997/Something About the Way You Look Tonight |
| 9 oktober    | Elton John                    | Candle in the Wind 1997/Something About the Way You Look Tonight |
| 16 oktober   | Elton John                    | Candle in the Wind 1997/Something About the Way You Look Tonight |
| 23 oktober   | Elton John                    | Candle in the Wind 1997/Something About the Way You Look Tonight |
| 30 oktober   | Elton John                    | Candle in the Wind 1997/Something About the Way You Look Tonight |
| 6 november   | Elton John                    | Candle in the Wind 1997/Something About the Way You Look Tonight |
| 13 november  | Elton John                    | Candle in the Wind 1997/Something About the Way You Look Tonight |
| 20 november  | Elton John                    | Candle in the Wind 1997/Something About the Way You Look Tonight |
| 27 november  | Elton John                    | Candle in the Wind 1997/Something About the Way You Look Tonight |
| 4 december   | Elton John                    | Candle in the Wind 1997/Something About the Way You Look Tonight |
| 11 december  | Elton John                    | Candle in the Wind 1997/Something About the Way You Look Tonight |
| 18 december  | Elton John                    | Candle in the Wind 1997/Something About the Way You Look Tonight |
| 25 december  | Elton John                    | Candle in the Wind 1997/Something About the Way You Look Tonight |